# Borowycia (obwód czerkaski)
Borowycia (ukr. Боровиця) – wieś na Ukrainie, w obwodzie czerkaskim, w rejonie czerkaskim, w hromadzie Sahuniwka, nad Zbiornikiem Krzemieńczuckim. W 2001 roku liczyła 1909 mieszkańców.
Siedziba dawnej wołości Borowica w guberni kijowskiej.